# Scooby-Doo e la spada del Samurai
Scooby-Doo e la spada del Samurai (Scooby-Doo and the Samurai Sword) è un film del 2009 diretto da Christopher Berkeley.
Prodotto dalla Warner Home Video, è stato distribuito negli Stati Uniti il 7 aprile 2009 e in Italia il 19 maggio 2009.
Narra le nuove avventure di Scooby-Doo e la Mystery Inc. alle prese con le tradizioni del Giappone. È l'ultimo film realizzato con il design tradizionale, prima che i personaggi prendano le sembianze assunte in seguito all'uscita della serie Scooby-Doo! Mystery Incorporated. È stata anche l'ultima produzione di Scooby-Doo con Casey Kasem nei panni di Shaggy Rogers (voce storica), prima della morte di Kasem il 15 giugno 2014.

## Trama
A Tokyo, in un museo di storia antica, il signor Takagawa, il custode, e Kenji, un bidello, sono testimoni del ritorno dello spirito del Samurai Nero, un antico guerriero giapponese la cui armatura doveva essere la più recente attrazione del museo. Il giorno dopo, la Mystery Inc. arriva a Tokyo, poiché Daphne è intenta a partecipare a un torneo di arti marziali. La banda incontra l'amica di Daphne, Miyumi, che spiega loro quanto sia difficile vincere il torneo ed entrare a scuola come studente. La banda e Miyumi prendono un aereo diretto alla scuola, gestita dalla signorina Mirimoto. Daphne sconfigge la guardia del corpo della signorina Mirimoto, Sojo, e quasi sconfigge Miyumi. Anche al torneo c'è il signor Takagawa, che spiega a Mirimoto che il terribile Samurai Nero è tornato ed è in cerca della Pergamena del Destino, che si trova a scuola. Quella notte, durante una festa, il malefico Samurai Nero e i suoi guerrieri ninja attaccano la scuola al fine di rubare il rotolo. Ma Mirimoto rivela che il rotolo era solo una copia, e mostra a tutti quello vero. Il signor Takagawa spiega, dunque, la leggenda del Samurai Nero.
Il Samurai Nero era un antico guerriero che chiese a Masamune, grande forgiatore di spade, di costruire per lui una potente spada. Il fabbricante di spade era d'accordo, ma disse al Samurai che ci sarebbe voluto un anno per completarla. Allora Muramasa, il maligno apprendista di Masamune, si offrì di creargli un'altra spada in solo metà del tempo, e il guerriero accettò. Ma quando il Samurai prese la spada, l'infido spirito di Muramasa si trasferì in lui, ed egli divenne il Samurai Nero, brandendo la Spada Oscura. Quando Masamune finì il suo capolavoro, la Spada del Fato, la donò al Drago Verde, il quale la usò per sconfiggere il Samurai Nero ed imprigionarlo nella Spada Oscura. Il Drago poi nascose la spada, e scrisse la sua posizione in un enigma sulla Pergamena del Destino.
Velma è in grado di risolvere l'enigma e la signorina Mirimoto incarica la Mystery Inc., Miyumi e il signor Takagawa di trovare la Spada Oscura, prima che la trovi lo spirito. La banda trova la spada in una grotta su un'isola nell'Oceano Pacifico, dove vengono attaccati dal Samurai Nero. Durante la lotta il Samurai Nero si rivela essere Sojo. Ma una volta che la banda imprigiona Sojo, sono la crudele signorina Mirimoto, Sojo e Miyumi a catturarli. la signorina Mirimoto spiega che ha messo in scena il torneo per portare la Mystery Inc. in Giappone, in modo che trovassero la Spada Oscura per lei. L'esercito ninja si rivela essere robotico, in cui la signorina Mirimoto ha impiantato le varie tecniche di combattimento dei suoi studenti. Quindi blocca Fred, Daphne, Velma, e il signor Takagawa nel magazzino del museo.
Scooby e Shaggy riescono a fuggire dalle grinfie dell'infida signorina Mirimoto con la Spada Oscura, ma vengono inseguiti dai guerrieri ninja. Vengono salvati da Matsuhiro, un samurai, che li protegge dai robot, anche se non riesce a salvare la Spada Oscura, che i ninja riportano indietro. Matsuhiro suggerisce a Scooby e Shaggy di passare attraverso i cancelli di terra, aria, fuoco e acqua al fine di trovare il drago verde e la Spada del Destino. Fatto ciò, il Drago Verde entra nella spada e li riporta al museo per combattere il terribile Samurai Nero. Kenji libera Fred, Daphne, Velma, e il signor Takagawa, e inoltre Miyumi, che decide di tornare dalla loro parte, cerca di fermare Sojo e l'infida signorina Mirimoto dal risorgere del Samurai Nero, ma con esito negativo. Dopo averlo risvegliato, la malefica signorina Mirimoto cerca di fare del Samurai un suo servo, ma viene intrappolata e messa in fase di incoscienza. Scooby e Shaggy arrivano a cavallo del Drago Verde e, insieme a un piccolo incoraggiamento di Matsuhiro, sconfiggono il Samurai Nero, utilizzando la Spada del Fato per distruggere la Spada Oscura, rompendo la maledizione del Samurai, che passa a miglior vita. Più tardi, il gruppo partecipa all'inaugurazione del museo, dove una statua di Scooby viene eretta in suo onore.